# کاروزی، بوروندی
کاروزی (به سواحیلی: Karuzi) شهری در استان کاروزی واقع در کشور بوروندی است که در سال ۱۹۹۰ میلادی ۳٫۴۰۳ نفر جمعیت داشته و جمعیت آن در سال ۲۰۰۵ میلادی به ۱۰٫۷۰۵ نفر رسیده‌است.